# Legionella nagasakiensis
Espèce
Legionella nagasakiensis est une des espèces du genre de bactéries Legionella isolée au Japon. Ce sont des bacilles à Gram négatif de la famille des Legionellaceae faisant partie du phylum des Pseudomonadota. Elle a été associée aux maladies humaines après son isolement chez un patient atteint de pneumonie.

## Historique
Legionella nagasakiensis est une bactérie décrite en 2012 sur la base de plusieurs souches dont la souche type isolée au Japon. Les trois autres souches ont été isolées en Australie dans deux prélèvements d'eau et aux États-Unis sur un prélèvement d'un patient atteint de légionellose. Le prélèvement de la souche type a été effectué à partir de l'eau d'un puits du centre médical municipal de Nagasaki d'où l'espèce tient son nom.

## Taxonomie
Le nom correct complet (avec auteur) de ce taxon est Legionella nagasakiensis Yang et al., 2012.

### Étymologie
L'étymologie de cette espèce Legionella nagasakiensis est la suivante : na.ga.sa.ki.en’sis. N.L. masc./fem. adj. nagasakiensis, appartenant à Nagasaki, au Japon,. Le nouveau nom a été validé également en 2012 par l'ICSP et publié dans la liste de validation des noms de bactéries.

### Phylogénie
Les analyses phylogéniques basées sur le gène de l'ARNr 16S et sur celui de rpoB ont permis de démontrer l’appartenance de des souches testées au genre Legionella en les plaçant à proximité de Legionella oakridgensis mais distinctes de celle-ci.

## Description

### Caractéristiques
Legionella nagasakiensis est une bactérie aérobie à Gram négatif. C'est un bacille mobile avec un unique flagelle polaire. Cette bactérie est capable de croître sur milieu BCYE et nécessite des milieux supplémentés en L-cystéine pour son isolement primaire. Ses tests biochimiques se révèlent positifs pour les activités gélatinase, catalase, oxydase, phosphatase alcaline, estérase, estérase lipase (C8),
leucine arylamidase, valine arylamidase, cystine arylamidase, phosphatase acide, naphthol-AS-BI-phosphohydrolase, β-lactamase et du brunissement de milieu supplémenté en tyrosine. Les réactions sont par contre négatives pour les tests d'activité de l'uréase, l'hydrolyse de l'hippurate, de la réduction du nitrate en nitrite et β-galactosidase. Les tests gélatinase, naphthol-AS-BI-phosphohydrolase, β-lactamase et du brunissement de milieu supplémenté en tyrosine permettent de distinguer cette espèce des trois espèces les plus proches en ADN, L. oakridgensis, Legionella impletisoli et Legionella yabuuchiae.
Le profil des quinones des quatre isolats révèle la présence majoritaire de l'ubiquinone-10 (Q-10) et de petites quantités de quinones Q-9 et Q-11 les plaçant dans un profil similaire de L. oakridgensis et de L. wadsworthii. Son pofil d'acides gras peut la différencier de L. oakridgensis car L. nagasakiensis dispose du double en quantité d'anteiso-C15:0, C15:1v7c, C15:0 et C17:0, sinon elle possède comme de nombreuses Legionella des acides gras iso-C16:0 et C16:1v7c  majoritairement.
Contrairement à d'autres espèces de Legionella, L. nagasakiensis n'autofluoresce pas.

### Souche type
La souche type de l'espèce Legionella nagasakiensis est la souche CDC-1796-JAP-E qui porte les identifiants  ATCC BAA-1557(American Type Culture Collection) et JCM 15315 dans différentes banques de cultures bactériennes,.

## Pathogénicité
L'isolement d'une souche chez un patient atteint de légionellose aux États-Unis l'associe aux espèces potentiellement pathogènes pour l'homme.

## Habitat
L'espèce Legionella nagasakiensis est une espèce de bactérie dont la souche type, CDC-1796-JAP-E a été isolée de l'eau du puits du centre médical municipal de Nagasaki.